# Maggie Cheung
Maggie Cheung (張曼玉T, Zhāng MànyùP; Hong Kong, 20 settembre 1964) è un'attrice e modella hongkonghese.
Attrice di Hong Kong, ha iniziato a recitare nel cinema a partire dal 1984, trasformandosi gradualmente in una star di grande talento interpretativo, nota per le sue interpretazioni diverse e poliedriche nonché per la sua naturale recitazione. Ha vinto numerosi premi internazionali per le sue performance, tra cui l'Orso d'Argento per la migliore attrice alla Berlinale grazie al suo ruolo nel film Center Stage (1991), ed è diventata la prima attrice asiatica a vincere il premio per la migliore interpretazione femminile al Festival di Cannes grazie alla sua straordinaria performance nel film Clean (2004). Nel 2000, ha recitato nel film In the Mood for Love di Wong Kar-wai, che non solo le ha portato fama mondiale, ma ha anche ricevuto ampi riconoscimenti. Oggi è considerato un classico del cinema e della moda asiatica. Dopo aver vinto il premio a Cannes nel 2004, ha messo in pausa la sua carriera cinematografica, apparendo occasionalmente in eventi legati alla moda e alle cerimonie di premiazione.

## Biografia
Nata a Hong Kong, si è trasferita con la famiglia in Gran Bretagna, nel Kent, quando aveva 8 anni. Terminata la scuola secondaria, dopo aver lavorato per un anno come commessa in una libreria è ritornata a Hong Kong, dove ha intrapreso la carriera di modella per una casa di moda e ha realizzato alcune pubblicità televisive. Come modella è stata testimonial anche per campagne pubblicitarie della casa di mode Hermès, dello shampoo Lux e della casa di orologi svizzeri Ebel Watches.
Nel 1983, all'età di 19 anni, ha partecipato al concorso per Miss Hong Kong in cui è risultata seconda, ottenendo la possibilità di rappresentare il paese a Miss Mondo 1983. Grazie a un contratto con la TVB e gli Shaw Brothers Studios è comparsa in alcuni serial televisivi e in commedie a basso costo. Ma è solo nel 1985, dopo il suo ruolo in Police Story, come fidanzata di Jackie Chan, che ha raggiunto la popolarità.
La sua carriera ha avuto una svolta nel 1988, dopo l'interpretazione in As Tears Go By con Andy Lau e Jacky Cheung. Dalla metà degli anni ottanta è stata l'attrice di punta di Wong Kar-wai, avendo recitato per lui in 5 film: As Tears Go By, Days of Being Wild, Ashes of Time, In the Mood for Love e un cameo in 2046. È oggi conosciuta a livello internazionale per le sue interpretazioni in Police Story (1985), Super Cop (1992), Actress (1992), Chinese Box (1997), In the Mood for Love (2000) e Hero (2002). Nel 1997 è stata membro della giuria al Festival internazionale di Berlino. Con il successo di In the Mood for Love, assieme al coprotagonista Tony Leung, è divenuta una delle star cinematografiche più famose dell'Asia.
Ha vinto il premio come migliore attrice al Festival di Cannes 2004 per il film Clean, in quella che è stata la sua ultima parte di rilievo nel mondo cinematografico. In seguito si è concentrata sulla musica, sua grande passione, e ha avuto rare apparizioni nei film, l'ultima delle quali è stato il cameo nella commedia Hot Summer Days del 2010. Nell'aprile di quello stesso anno è stata nominata ambasciatore dell'UNICEF per la Cina. Nel luglio 2011 è stata insignita della laurea honoris causa dalla Università di Edimburgo. Come cantante ha debuttato allo Strawberry Music Festival di Shanghai nel 2014, ricevendo la critica di essere stonata. Dopo l'insuccesso, il primo della carriera, non si è più esibita in pubblico, ma ha continuato a frequentare studi di registrazione.

### Vita privata
Il 26 dicembre 1998 ha sposato il regista e critico francese Olivier Assayas, che la aveva diretta nel film Irma Vep e l'ha indotta a ridurre il numero di film interpretati a soli due all'anno. I due hanno divorziato nel 2001.

## Filmografia

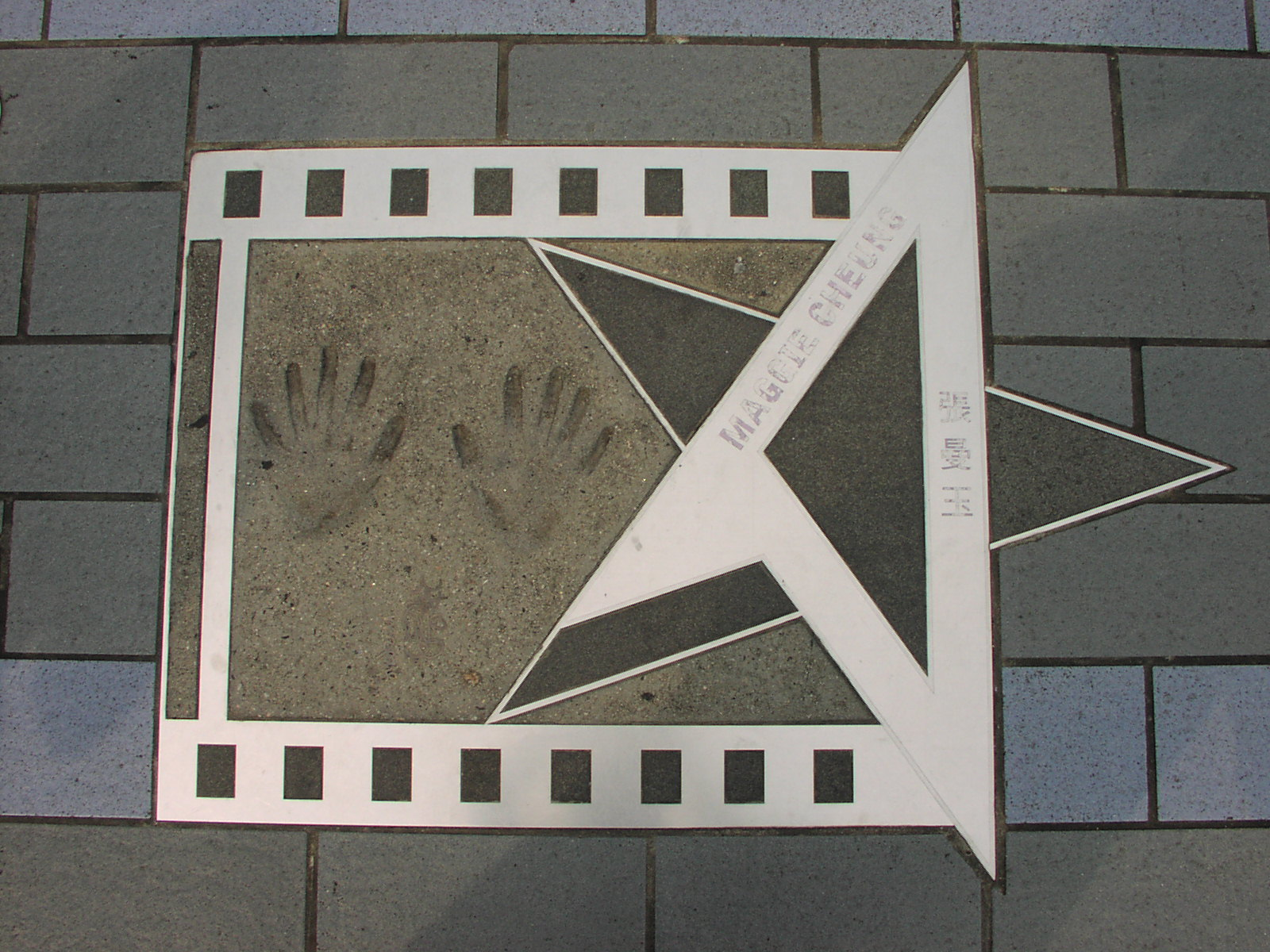
La stella dell'attrice alla Avenue of Stars di Hong Kong

### Cinema
- Ching wa wong ji, regia di Jing Wong (1984)
- Yuen fan, regia di Taylor Wong (1984)
- Mo deng xian lu qi yuan, regia di Jing Wong (1985)
- Police Story (Ging chaat goo si), regia di Jackie Chan e Chi-Hwa Chen (1985)
- Sheng dan qi yu jie liang yuan, regia di David Chung (1985)
- Mei gui di gu shi, regia di Yonfan (1985)
- Kai xin gui zhuang gui, regia di Johnnie To (1986)
- Yuan Zhen-Xia yu Wei Si-Li, regia di Ngai Choi Lam (1986)
- Qi nian zhi yang, regia di Johnnie To (1987)
- Tian ci liang yuan, regia di Guy Lai (1987)
- Xin tiao yi bai, regia di Kent Cheng e Kin Lo (1987)
- Cheng chong chui lui chai, regia di Jing Wong (1987)
- Project A II - Operazione pirati 2 ('A' gai wak 2), regia di Jackie Chan (1987)
- Yong ai zhuo yi ren, regia di Eric Tsang (1987)
- Ying zhao nu lang 1988, regia di David Lam e Chi Wong (1988)
- Guo bu xin lang, regia di Alfred Cheung (1988)
- Ai de tao bing, regia di Stanley Sui-Fan Fung (1988)
- Shuang fei lin men, regia di David Chiang (1988)
- As Tears Go By (Wang Jiao ka men), regia di Wong Kar-wai (1988)
- Nan bei ma da, regia di Siu-Hung Leung (1988)
- Yue liang, xing xing, tai yang, regia di Michael Mak (1988)
- Qiu ai gan si dui, regia di Jing Wong (1988)
- Police Story 2 (Ging chaat goo si juk jaap), regia di Jackie Chan (1988)
- Huang se gu shi, regia di Sylvia Chang, Kok-Chiu Kim e Shaudi Wang (1988)
- Fei mau lau long gei, regia di Kin-Nam Cho (1988)
- Liu jin sui yue, regia di Yonfan (1988)
- The Bachelor's Swan Song, regia di Derek Yee (1989)
- Xiao xiao xiao jing cha, regia di Eric Tsang (1989)
- Shen yong shuang mei mai, regia di Jing Wong (1989)
- Wo yao fu gui, regia di David Chiang (1989)
- Ji dong qi xia, regia di Clarence Yiu-leung Fok (1989)
- Bu tuo wa de ren, regia di Anthony Chan (1989)
- Shao nu xin, regia di Paul Cheung (1989)
- Qiu ai ye jing hun, regia di Yi Ching Fung (1989)
- Ren zai Niu Yue, regia di Stanley Kwan (1989)
- San ren xin shi jie, regia di Stephen Shin (1990)
- Ke tu qiu hen, regia di Ann Hui (1990)
- Hong Chang Fei Long, regia di Clarence Yiu-leung Fok (1990)
- Gun gun hong chen, regia di Ho Yim (1990)
- Ai zai bie xiang de ji jie, regia di Clara Law (1990)
- Days of Being Wild (Ah fei zing zyun), regia di Kar-Wai Wong (1990)
- Fu gui ji xiang, regia di Stephen Shin (1991)
- Seung sing gusi, regia di Peter Chan (1991)
- Hei xue, regia di David Chiang (1991)
- Zhi zai chu wei, regia di Thomas Yip (1991)
- Ruan Lingyu, regia di Stanley Kwan (1991)
- Hao men ye yan, regia di Alfred Cheung, Tung Cho 'Joe' Cheung, Clifton Ko e Tsui Hark (1991)
- Twin Dragons (Seong lung wui), regia di Ringo Lam e Tsui Hark (1992)
- Ga yau hei si, regia di Clifton Ko (1992)
- Hua! ying xiong, regia di Benny Chan (1992)
- Sam yan jo sai gai, regia di Stephen Shin (1992)
- Police Story 3: Supercop (Ging chaat goo si III: Chiu kup ging chaat), regia di Stanley Tong (1992)
- San lung moon hak chan, regia di Raymond Lee (1992)
- Bak mui gwai, regia di Leung Chun 'Samson' Chiu (1992)
- Zhen de ai ni, regia di Victor Tam (1992)
- Chin san chuen suet, regia di Sammo Kam-Bo Hung (1992)
- Leung goh nuijen, yat goh leng, yat goh m leng, regia di Stanley Kwan - cortometraggio (1992)
- Qian mian tian wang, regia di Kon-Man Cheung (1993)
- Se diu ying hung: Dung sing sai jau, regia di Jeffrey Lau (1993)
- The Heroic Trio (Dung fong sam hap), regia di Johnnie To (1993)
- Lim jing dai yat gik, regia di David Lam (1993)
- Chik geuk siu ji, regia di Johnnie To (1993)
- Shen Jing Dao yu Fei Tian Mao, regia di Yen-Ping Chu (1993)
- Kin chan no Cinema Jack, regia collettiva (1993)
- Wu xia qi gong zhu, regia di Jing Wong (1993)
- Fei yut mai ching, regia di Sherman Wong (1993)
- Chai Gong, regia di Siu-Tung Ching e Johnnie To (1993)
- Jui nam chai, regia di Jing Wong (1993)
- The Executioners (Yin doi hou hap zyun), regia di Siu-Tung Ching e Johnnie To (1993)
- Ching se, regia di Tsui Hark (1993)
- Xin tong ju shi dai, regia di Sylvia Chang, Samson Chiu e Yonfan (1994) - (segmento "Weihun mama")
- Ashes of Time (Dung che sai duk), regia di Wong Kar-wai (1994)
- Irma Vep, regia di Olivier Assayas (1996)
- Tián mì mì, regia di Peter Chan (1996)
- Song jia huang chao, regia di Mabel Cheung (1997)
- Chinese Box, regia di Wayne Wang (1997)
- Augustin, roi du kung-fu, regia di Anne Fontaine (1999)
- Yi jian zhong qing, regia di Andrew Lau (2000)
- In the Mood for Love (Fa yeung nin wah), regia di Wong Kar-wai (2000)
- Le bel hiver, regia di Olivier Torres - cortometraggio (2000)
- Hero (Ying xiong), regia di Zhang Yimou (2002)
- Clean, regia di Olivier Assayas (2004)
- 2046, regia di Wong Kar-wai (2004)
- Chuen sing yit luen - yit lat lat, regia di Tony Chan e Wing Shya (2010)
- Better Life, regia di Isaac Julien (2010)
- Playtime, regia di Isaac Julien (2013)

## Riconoscimenti
- Festival di Berlino
  - Orso d'argento come migliore attrice per Center Stage (阮玲玉) (1992)
- Golden Horse Film Festival and Awards
  - Cavallo d'oro come migliore attrice per In the Mood for Love (花樣年華) (2000)
  - Cavallo d'oro come migliore attrice per Tián mì mì (甜蜜蜜) (1996)
  - Cavallo d'oro come migliore attrice non protagonista per Red Dust (滾滾紅塵) (1990)
  - Cavallo d'oro come migliore attrice per Full Moon in New York (人在紐約) (1989)
- Hong Kong Film Awards
  - Migliore attrice per In the Mood for Love (花樣年華) (2001)
  - Migliore attrice per The Soong Sisters (宋家皇朝) (1998)
  - Migliore attrice per Tián mì mì (甜蜜蜜) (1996)
  - Migliore attrice per Center Stage (阮玲玉) (1993)
  - Migliore attrice per Farewell China (愛在他鄉的季節) (1991)
  - Migliore attrice per Bu tuo wa de ren (不脫襪的人) (1989)
- Hong Kong Film Critics Society Awards
  - Migliore attrice per Tián mì mì (甜蜜蜜) (1996)
- Festival di Cannes
  - Migliore attrice per Clean (2004)